# 발라드 4번 (쇼팽)

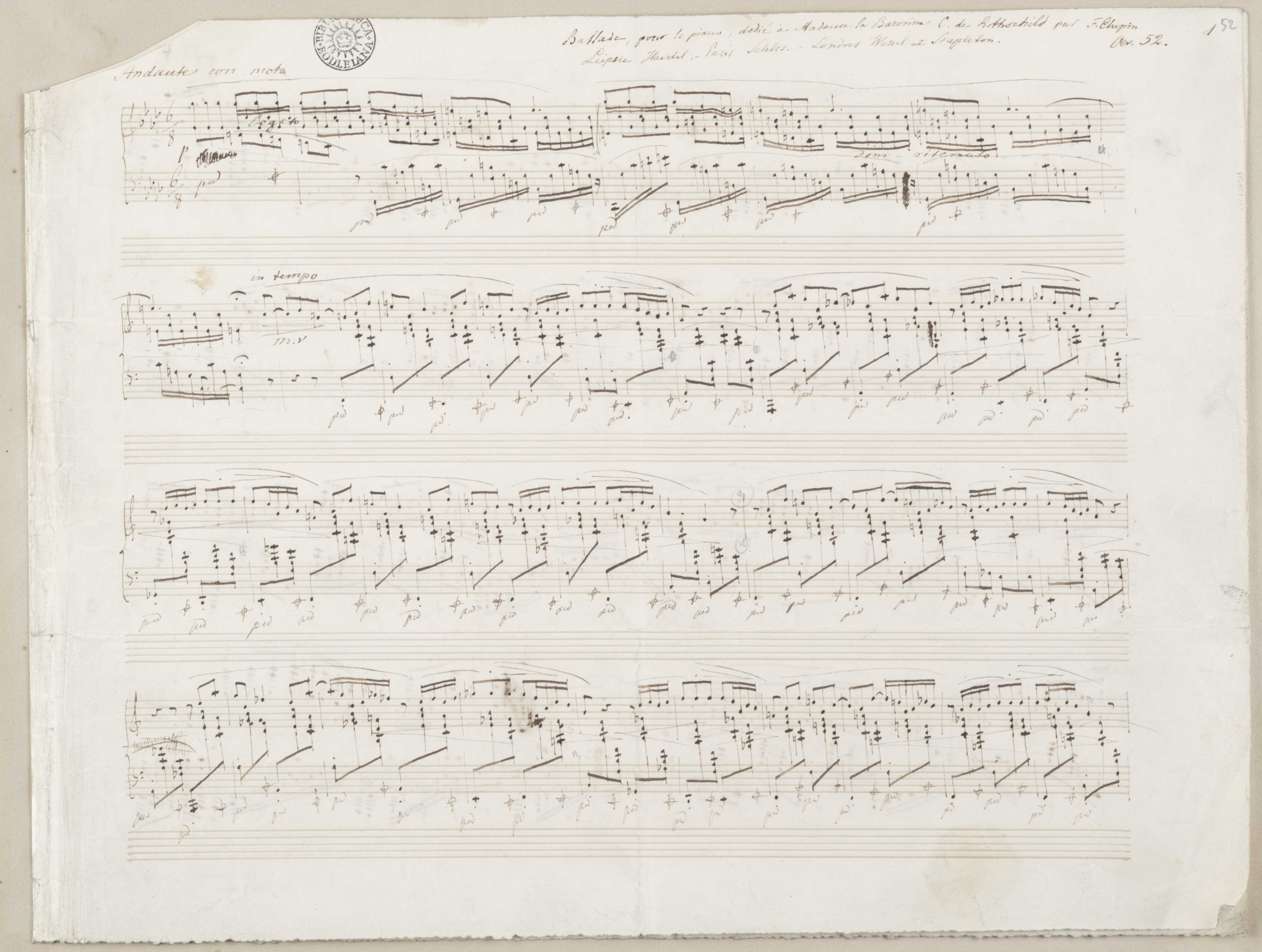
원고, 보들리안 도서관, 1842

발라드 4번 F단조 Op. 52는 1842년 파리에서 완성된 프레데크 쇼팽의 피아노 독주 발라드이다. 그것은 일반적으로 쇼팽의 걸작 중 하나이자 19세기 피아노 음악의 걸작 중 하나로 간주된다.
존 오그돈은 "쇼팽의 모든 작품 중 가장 훌륭하고, 강렬하며, 숭고하게 강력한 작품"이라고 말했다. 일생일대의 경험을 담고 있어 12분밖에 지속되지 않는다는 것이 믿기지 않는다"고 말했다.

## 역사
이 작품은 나다니엘 드 로스차일드의 아내인 로스차일드 남작부인에게 헌정되었는데, 그는 쇼팽을 파리의 저택에서 연주하도록 초청하여 귀족과 귀족을 소개하였다.

## 구조

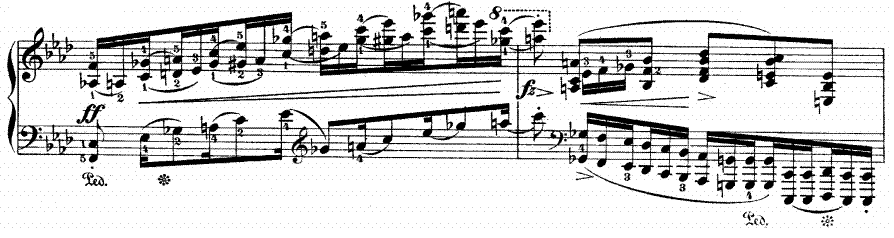
발라드 4번의 코다

한 구절이 도입부를 열고 슬라브적 색채의 선율인 첫 주제로 이어진다. 첫 주제는 여러 변주를 거친다. 두 번째 주제의 전개와 첫 번째 주제의 얽힘이 음악적 구조의 복잡성을 고조시키며 긴장감을 조성한다. 쇼팽은 서로 얽히고 설켜 두 테마의 동시적 전개를 통해 소나타 형식과 변주 형식을 효과적으로 결합했다. 일련의 악센트가 있는 화음이 등장하고, 이어서 5개의 피아노시모 화음이 잠시 잔잔하게 이어진다. 그리고 이것은 갑자기 매우 빠르고 격동적인 코다로 이어지며, 활기찬 대위법적으로 쓰여졌다.